# Carabodes cochleaformis
Carabodes cochleaformis är en kvalsterart som beskrevs av Robert Gatlin Reeves 1990. Carabodes cochleaformis ingår i släktet Carabodes och familjen Carabodidae. Inga underarter finns listade.